# Vasco Granja
Vasco de Oliveira Granja (Lisboa, Campo de Ourique, 10 de Julho de 1925 - Cascais, 4 de Maio de 2009) foi um apresentador, cineclubista e professor português. Conhecido por ter apresentado animações de cinema na RTP, entre 1974 e 1990. Uma boa parte do material apresentado provinha da América do Norte e da União Soviética Europeia. 

## Reconhecimento
Vasco Granja foi um reconhecido divulgador do cinema de animação e da banda desenhada em Portugal. Ficou conhecido pelo pai da Pantera Cor de Rosa. Granja divertiu miúdos e graúdos com apresentações de cartoons e séries tais como: "Droopy", "Bugs Bunny", "Mickey Mouse", "O Lápis Mágico”, “Professor Balthazar”, "Tom e Jerry" e "Pantera Cor de Rosa", no qual ganhou a alcunha que o tornou conhecido pelos portugueses: O Pai da Pantera Cor de Rosa.  
Foi o principal introdutor e divulgador em Portugal do Cinema de Animação produzido na União das Repúblicas Socialistas Soviéticas (URSS). 
No seu programa e em algumas entrevistas, Vasco Granja partilhou com os portugueses como era produzida a Banda Desenhada, como era o enredo, e também, algumas personalidades de realizadores de animação, tais como: Tex Avery, Chuck Jones e Friz Freleng.

## Biografia

### Infância e juventude
Estudou na Escola 12 do Bairro Alto, em Lisboa, e na Escola Industrial Machado de Castro, que abandonou após uma reprovação na disciplina de álgebra, no quarto ano.
Aos 16 anos de idade, encontrou o primeiro emprego, nos Armazéns do Chiado. Era responsável pelas amostras de seda que eram oferecidas às clientes. Algum tempo mais tarde, e graças à sua caligrafia, foi transferido para o departamento de publicidade, onde realizava os cartazes promocionais dos Armazéns e os anúncios para a imprensa. Posteriormente, trabalhou como assistente de fotógrafo na Foto Áurea, na Rua do Ouro, em Lisboa. 
O gosto pela literatura e pelo cinema teve início na infância. O pai comprava-lhe as revistas infantis da época  que traziam histórias aos quadradinhos como O ABC-zinho, O Tic-Tac e O Senhor Doutor. Mesmo antes de saber ler começou a colecionar estas revistas que, segundo o próprio, o ajudaram na aprendizagem da leitura. Os pais levaram-no ao cinema desde tenra idade e incentivaram-lhe o hábito. Nesse tempo, não havia classificação etária nas salas de cinema. Uma ida ao cinema era um hábito eminentemente social e o pequeno Vasco assistia a todo o tipo de filmes. Na sua adolescência frequentava as salas de cinema do Chiado e corria as salas de cinema de Lisboa inteira, não perdendo as sessões contínuas.
Paralelamente, frequentava a Biblioteca Nacional, visitava museus e interessava-se por pintura e cinema.
A sua formação decorreu assim de forma autodidata, em função da sua curiosidade, dos seus gostos pessoais grandemente incentivados pelos pais e da sua sede de conhecimento. A paixão pelos livros e pelo cinema acompanhá-lo-ia, assim, durante toda a sua vida.
Em 1952 já se encontrava ligado ao cineclube Imagem. A atividade cineclubista que desenvolveu com mais intensidade  nas décadas de 1950 e 1960 foi, nas suas palavras, a sua «segunda universidade» e constituiu uma das fases mais frutuosas da sua vida. Como gostava de salientar, o Imagem era o mais revolucionário dos cineclubes, uma autêntica fortaleza de combate antifascista. Foi no âmbito do Imagem que promoveu sessões de cinema em salas alugadas onde projetava filmes de 16 mm, o designado formato reduzido que ele e a sua companheira, Maria Inácia Roque, iam buscar às embaixadas.
Aos 18 anos foi convidado pelo realizador Santos Matos para integrar a equipa do filme A Noiva do Brasil, uma comédia policial cuja única cópia acabou por desaparecer num incêndio. Trabalhou como assistente de imagem com o diretor de fotografia Aquilino Mendes, cujo trabalho admirava profundamente. 
O período de 1944 a 1958, época em que trabalhou na Casa Travassos no Rossio e frequentou as tertúlias dos cafés Gelo e Nicola, revelou-se, segundo ele, um dos períodos mais estimulantes da sua formação cultural e política, a sua «primeira universidade», como costumava afirmar. Aí conviveu  e fez amizade com poetas, romancistas, pintores e cineastas nomeadamente, António Ramos Rosa, Alves Redol, Fernando Namora, Romeu Correia, Manuel Ribeiro de Pavia, António Duarte, Carlos Botelho, Cândido Costa Pinto, Alves da Cunha, entre tantos outros. 
Os seus ideais políticos aproximaram-no do Partido Comunista Português aderindo ao partido nos anos 50.
Publica o seu primeiro em 1953 no jornal de Cascais A Nossa Terra, com o título “Arte das Imagens: Georges Méliès, passando a coordenar a rubrica “Planetário - Página de Divulgação Cultural” nesse jornal. 

### Primeiros passos na Banda Desenhada
Datam de 1958 os seus primeiros textos sobre cinema de animação no boletim do cineclube Imagem, na rubrica da sua responsabilidade “Formato Reduzido”. Escreve sobre a filmografia de vários cineastas, em especial sobre Norman McLaren, realizador cuja obra cinematográfica admirava.  Esta sua intervenção enquanto critico e estudioso do cinema, em particular do cinema de animação e, mais tarde, da banda desenhada, estendeu-se ao longo de cinco décadas, desde os anos 1950 até à década de 1990. Ela incluiu centenas de textos publicados na imprensa local, nacional e internacional (Brasil, França, Argentina), assim como em publicações especializadas, entradas em dicionários temáticos, catálogos de exposições, nomeadamente nas primeiras edições do Festival Internacional de Banda Desenhada da Amadora. Na imprensa portuguesa os seus artigos surgiram publicados no Diário de Lisboa (1957-1973), Jornal do Fundão (1960-1973), Notícias da Amadora (1963-1970), República (1965-1975),  Diário Popular(1965-1991), O Comércio do Porto (1966-1974), A Capital (1968-1980), O Diário, Expresso, Jornal de Letras, estes últimos nos anos 80 e 90, entre outros.
Exerce funções na Editoria Arcádia entre 1958 e 1961, como secretário do diretor editorial, o escritor Fernando Namora, sendo responsável pela divulgação das edições e contatos com os autores. No período em que trabalhou na Editora Arcádia e, logo a seguir na Editora Bertrand, travou conhecimento e fez amizades com escritores, ensaístas e historiadores como Aquilino Ribeiro, Jaime Cortesão, António Sérgio, Vitorino Magalhães Godinho, Joel Serrão, Hernâni Cidade, Vieira de Almeida, entre muitos outros.                                                                             
Em 1960, esteve presente no I Festival de cinema de animação de Annecy em França, participando nos certames de Annecy até 1993 em representação de Portugal.
Em 1961, ingressou na Editora Bertrand, onde permaneceu até se reformar em 1990. Desenvolveu trabalho nos contatos com escritores e imprensa e, mais tarde, na organização das coleções de banda desenhada. 
A partir de 1968 e até 1982 faz parte do corpo redatorial da edição portuguesa da revista Tintin, sendo responsável pelos textos de divulgação e crítica de banda desenhada e cinema de animação, assim como pela correspondência com os leitores, assumindo a direcção da revista nos anos 1981 e 1982. Representa a publicação fora do país, contacta e entrevista criadores da BD mundial e introduz no semanário as personagens Corto Maltese de Hugo Pratt e Spirit de Will Eisner, para além de autores portugueses.
Em 1966, num artigo intitulado O Mundo Maravilhoso da Banda Desenhada publicado no Diário Popular, introduziu pela primeira vez no léxico português o termo «banda desenhada», adaptando para a língua  portuguesa a expressão francesa «bande dessinée» e contribuindo assim para o gradual desaparecimento do termo tradicional «Histórias aos quadradinhos» em Portugal.
Em 1967 foi convidado para ingressar na organização da revista de banda desenhada Phénix e, a partir desse momento, tornou-se o elo de ligação  de Portugal às organizações mundiais responsáveis pelos certames consagrados à divulgação da banda desenhada.
Deste modo, de 1971 a 1990, é o delegado português no Salone Internazionale dei Comics del Cinema d’Animazione e dell’Ilustrazione de Lucca, em Itália e, a partir de 1974, no Festival de Angoulême, em França, onde integra as funções de júri.
Entre 1972 e 1974 edita um dos primeiros fanzines de banda desenhada denominado Quadrinhos, cuja impressão era realizada por si, na sua residência, com a ajuda de um velho duplicador, tendo editado oito números.

### Revolução dos cravos e carreira na RTP
Após a revolução do 25 de Abril de 1974 é convidado pela RTP para realizar seis programas sobre cinema de animação. Acabou por apresentar 1040 emissões ao longo de 16 anos ininterruptos em séries com diversos títulos como Cinema de Animação (1974-1976), Os Mestres da Animação (1977-1984), Imagem e Imagens (1985-1988), chegando mesmo a  realizar dois programas semanais, Filmes para Todos (RTP1) e Animação (RTP2), destinados a públicos distintos.
Nesses programas, selecionava e dava a conhecer filmes de animação de todo o mundo, desde aqueles que eram realizados nos países da Europa do Leste até à animação proveniente do Canadá (como os filmes de animação do realizador Norman McLaren) e dos Estados Unidos (como, por exemplo, os cartoons de Tex Avery).
A primeira emissão foi, nas palavras do próprio, emblemática. A profunda admiração que tinha pelo realizador Norman McLaren fê-lo escolher o filme Vizinhos, uma autêntica sátira pacifista e, na sua opinião, a obra-prima do realizador. Escolheu também um filme da Pantera Cor-de-Rosa para a estreia da rubrica, tendo ficado conhecido pelo público infantil e juvenil como o Pai da Pantera Cor-de-Rosa. Seu programa pretendia divulgar não apenas o cinema de animação, mas passar uma mensagem de paz, que considerava estar presente em muitos dos filmes da Europa de Leste transmitidos no programa.
Iniciando o seu público no mundo maravilhoso das imagens em movimento, fê-los conviver de perto com as aventuras extraordinárias de personagens representadas em sombras chinesas, marionetas, plasticina, telas de alfinetes ou papéis recortados, desvendando as potencialidades técnicas e criativas que esta forma de arte possibilitava. Deu a conhecer o cinema de animação de autor e o filme animado experimental a par do cinema de animação de entretenimento, regendo-se por critérios de  qualidade e inovação.
Em 1975, criou um curso de cinema de animação, a partir do qual viria a nascer a Associação Portuguesa de Cinema de Animação e em 1979, ainda na Bertrand, foi o director da revista de BD Spirou na sua segunda série.

Em 1980, foi membro do júri da quarta edição do Animafest, o Festival Mundial de Animação de Zagreb, realizado na ex-Jugoslávia. Participara já como observador neste festival na edição de 1974, logo após o 25 de Abril.

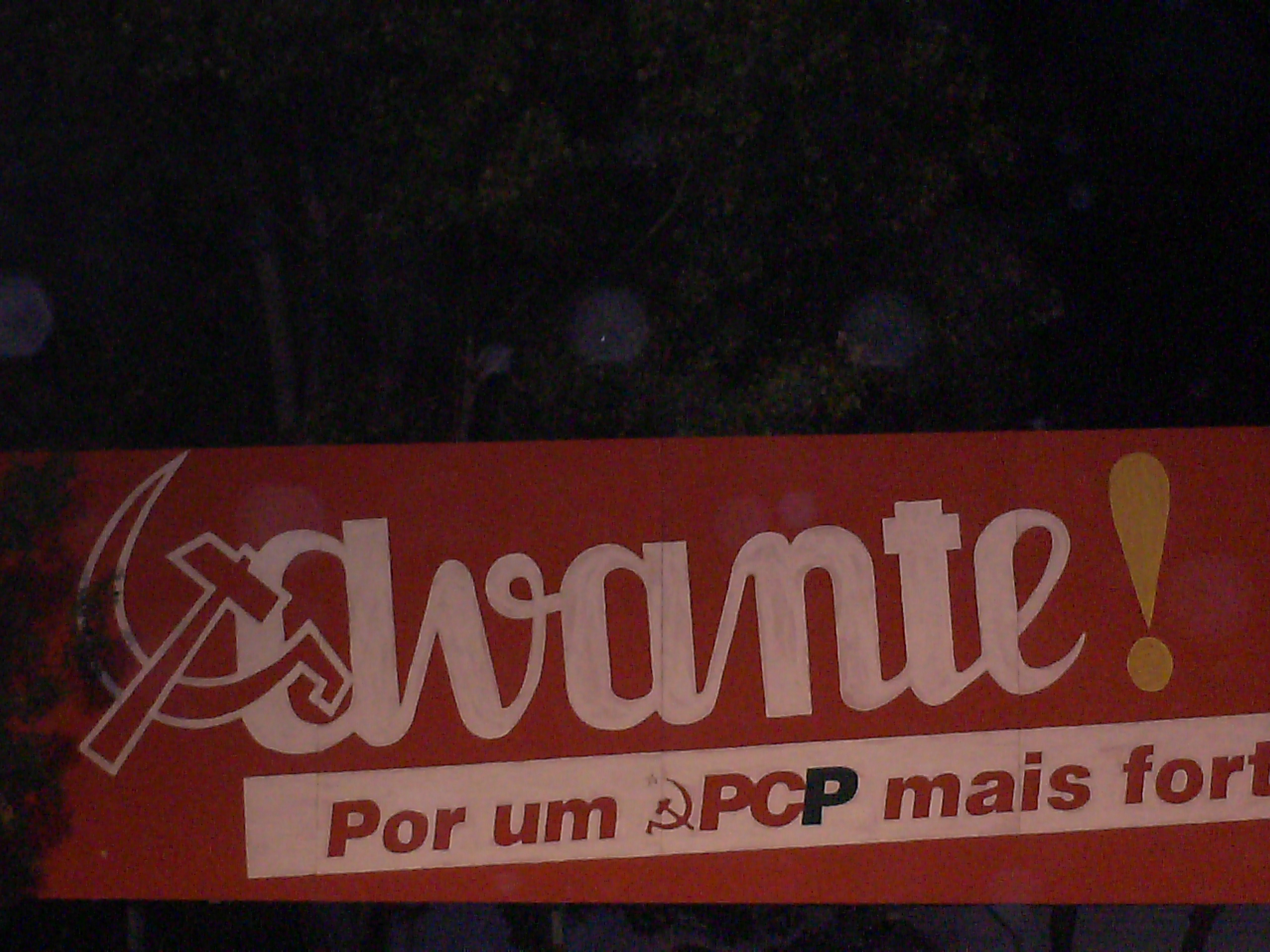
Vasco Granja esteve ligado ao PCP e participou na festa do jornal do partido, a festa do Avante

Permaneceu na RTP  e na Editora Bertrand até 1990.

### Últimos anos
Entre 1997 e 1999, leccionou a disciplina de cinema de animação na Escola Profissional de Imagem, em Lisboa.
Na sequência da publicação do álbum biográfico Vasco Granja. Uma vida 1000 Imagens, o XIV Festival Internacional de Banda Desenhada da Amadora dedicou-lhe, em 2003,  uma exposição no Centro de Arte Contemporânea da Amadora.
A Festa do Avante de 2006 organizada pelo Partido Comunista Português, contou com a sua participação na seleção de filmes de animação de diversas origens, com particular destaque para películas oriundas da antiga Checoslováquia.

### Falecimento
Vasco Granja faleceu a 4 de maio de 2009, aos 83 anos, em resultado de doença respiratória. Casado com Maria Inácia Roque deixou uma filha, Cecília Granja e duas netas, Liliana Granja de Morais e Adriana Granja de Morais.

## Prémios
1972 - Prix Saint-Michel, na qualidade de contributo para a promoção da BD e sua divulgação nas publicações portuguesas, atribuído anualmente pela cidade de Bruxelas. 
1988 - Troféu “O Mosquito” atribuído pelo Clube Português de Banda Desenhada.
1991 - Medalha de honra da cidade da Amadora.
1996 - Troféu de honra do VII Festival Internacional de Banda Desenhada da Amadora.
2009 - Prémio Pro-Autor da Sociedade portuguesa de Autores.

## Prisão
A atividade cineclubista, que tanta gratificação pessoal lhe trouxe, esteve ironicamente na origem das suas detenções pela polícia política - PIDE, em 1954 e em 1963.  A primeira detenção surgiu na sequência da exibição do filme italiano neo-realista O Caminho da Esperança do realizador Pietro Germi, exibido no cinema Capitólio e  resultou de uma denúncia, pois a receita da sessão destinava-se a apoiar os movimentos de resistência antifascista. Vasco Granja cumpriu pena na cadeia do Aljube e na prisão de Caxias,tendo sido libertado passados seis meses, o prazo máximo de prisão preventiva admitido por lei, sem julgamento nem acusação.
Em 1963, é de novo detido pela PIDE em sequência de denúncia e devido à sua ligação na altura ao Partido Comunista Português. Sofre tortura psicológica e física do sono, passa pelas cadeias do Aljube, Caxias e Peniche. Acusado de atividades subversivas contra a segurança do Estado e de integrar a célula do PCP dos cineclubes, é julgado e condenado a 18 meses de prisão. Saiu em liberdade em 1965. Vasco Granja, na altura dessa detenção, estaria à espera de um realizador estrangeiro e terá escrito uma carta à sua mulher para lhe dar instruções de como lidar com a situação. 

## Contribuições
Vasco Granja é seguramente uma figura presente no imaginário colectivo de várias gerações de portugueses, pela intervenção pioneira que assumiu na divulgação do cinema de animação e da banda desenhada em Portugal. Toda a sua intervenção contribuiu para a formação de um público mais formado e informado sobre os aspectos teóricos, críticos, e artísticos do cinema de animação e da banda desenhada. Nessa  perspectiva, a sua ação divulgadora contribuiu para a elevação do estatuto destas manifestações e para o facto  de poderem ser vistas como produtos de entretenimento e simultaneamente como fenômenos de criação artística dotados de originalidade, qualidade e criatividade.

## Obras da autoria de Vasco Granja
- 1981 - Dziga Vertov, Livros do Horizonte, Lisboa

## Obras sobre Vasco Granja
- 2003 - Vasco Granja - Uma Vida... 1000 Imagens, Vários Autores, Edições ASA, Porto